# 트루디 잭슨 작전
트루디 잭슨 작전(Operation Trudy Jackson)은 인천 상륙 작전을 앞두고 미국 해군 정보장교 유진 F. 클라크 대위(Lieutenant Eugene F. Clarke)가 지휘하고 계인주 대령, 연정 대위 등 국군 출신 장교 및 KLO부대원이 포함된 첩보부대가 9월 1일 영흥도에 잠입하여 영흥도를 주요 거점으로 인천 앞바다에 관한 정보를 수집, 도쿄의 맥아더 사령부로 타전하는 임무을 수행하였고 9월 15일 0시 50분, 팔미도 등대를 점등시켰다.

## 등대 점등 논란
팔미도 등대 점등의 주체와 관련하여 첩보부대 지휘관 유진 F. 클라크 대위와 KLO부대원 최규봉의 주장이 서로 달라 논란이 지속되고 있다.

## X-ray 작전과의 연관성
비슷한 시기 인천 상륙 작전의 성공을 위한 동일한 목적으로 X-ray 작전과 트루디 잭슨 작전 이렇게 두개의 첩보작전이 펼쳐졌으나 두 첩보부대가 공조작전을 펼쳤다는 기록은 확인되지 않고 있다.

## 대중 문화
- 1982년 미국 영화 오! 인천에서도 트루디 잭슨 작전을 소재로 팔미도 등대에 점등하는 장면이 등장한다.
- 2016년 한국 영화 인천상륙작전에서 트루디 잭슨 작전과 X-ray 작전을 소재로 삼아 줄거리를 만들었다.

## 같이 보기
- X-ray 작전

## 참고 자료
- 유진 F. 클라크 회고록 - The Secrets of Inchon: The Untold Story of the Most Daring Covert Mission of the Korean War
- US Army Combinded Arms Center - Over the Beach US Army Amphibious Operations in the Korean War (pp. 172–174)